# 叶夫根尼·佩尔维绍夫
叶夫根尼·阿列克谢耶维奇·佩尔维绍夫（羅馬化：Yevgeniy Alekseyevich Pervyshov；1976年5月4日—）是俄罗斯政治人物，第八届国家杜马代表。
2005年至2010年，佩尔维绍夫担任第四届克拉斯诺达尔市杜马代表。2006年，他加入公正俄罗斯党。2010年至2012年，他担任第五届克拉斯诺达尔市杜马代表。2012年，他加入祖国党，但次年转投统一俄罗斯党。2016年10月8日，他被任命为克拉斯诺达尔市长。他于2021年9月卸任，成为第八届国家杜马代表。

## 制裁
佩尔维绍夫于2022年因俄乌战争而受到英国政府制裁。